# Jean-Baptiste Vernoy de Saint-Georges
 (septembre 2020).
Si vous disposez d'ouvrages ou d'articles de référence ou si vous connaissez des sites web de qualité traitant du thème abordé ici, merci de compléter l'article en donnant les références utiles à sa vérifiabilité et en les liant à la section « Notes et références ».
Jean-Baptiste Vernoy de Saint-Georges (1810-1869) est un diplomate et préfet français, militant du bonapartisme.
Né à Paris le 13 avril 1810, décédé à Bruxelles le 20 mars 1869 il commence sa carrière comme diplomate français auprès des Villes hanséatiques puis des États-Unis..
Il suit ensuite une carrière administrative comme sous préfet en Eure-et-Loir puis préfet des Deux-Sèvres. À la Révolution de 1848 il doit quitter son poste. Après l'élection de Louis Napoléon Bonaparte à la présidence de la République il devient un des dirigeants de la Société du Dix-Décembre. Comme directeur de l'Imprimerie nationale il fait imprimer et diffuser les affiches préparées par les conjurés lors du coup d'État du 2 décembre 1851.